# Домініка (протока)
Домініка (англ. Dominica Passage; фр. Canal de la Dominique) — протока між островом Марі-Галан, що входить до французького архіпелагу Гваделупа, на півночі та острівною державою Домініка на півдні. Ширина 26 км, довжина 58 км. З'єднує Атлантичний океан із Карибським морем.
1987 року між Францією і Домінікою підписано угоду про делімітацію кордону між країнами, що проходить протокою Домініка.